# Miguel do Sacramento Lopes Gama
Miguel do Sacramento Lopes Gama (Recife, 29 de setembro de 1793 - 9 de dezembro de 1852), também conhecido como Padre Carapuceiro,  foi um jornalista, religioso e político brasileiro. Patrono da cadeira n.º 6 da Academia Pernambucana de Letras

## Biografia
Nasceu no Recife, Pernambuco, filho de João Lopes Cardoso Machado, natural de Lisboa, e de Ana Bernarda do Sacramento Lopes Gama, pernambucana. Era irmão do Visconde de Maranguape.
Entrou para o Mosteiro de São Bento de Olinda em 1805. Seguiu depois para continuar seu noviciado no Mosteiro de São Bento da Bahia, onde foi ordenado. Logo após a sua ordenação, retornou a Pernambuco e recolheu-se ao Mosteiro de São Bento.
Em 1817, foi nomeado pelo então governador de Pernambuco, Luís do Rego Barreto, professor titular de retórica do Seminário de Olinda, disciplina que também lecionou no Colégio das Artes, até ser jubilado (aposentado com honras) em 1839.
Foi nomeado redator do Diário do Governo em 1823, e da Tipografia Nacional em 1824.
Era também professor de Gramática e de Retórica e vice-diretor dos Cursos Jurídicos de Olinda, além de autor de diversos livros e panfletos políticos.
Eleito deputado à Assembleia Provincial de Pernambuco, elegeu-se, em 1846, representante da província de Alagoas ao Parlamento Nacional. Publicou vários livros, entre os quais "Lições de Eloqüência Nacional" (RJ, 1846) e "Observações Críticas sobre o Romance do Senhor Eugenio Sue, o Judeu Errante" (PE, 1850).
Cônego e pregador da Capela Imperial, recebeu também a comenda da Imperial Ordem de Cristo. Em 1839, ao secularizar-se, deixou o hábito religioso beneditino.
Fundador e único redator do jornal O Carapuceiro (1832 - 1847).
Morreu em 9 de Dezembro de 1852 e seu corpo foi sepultado no Cemitério de Santo Amaro.